# Dmitrij Łyzik
Dmitrij Łyzik (ros. Дмитрий Лызик; ur. 31 stycznia 2000) – rosyjski siatkarz, grający na pozycji środkowego. 

## Sukcesy klubowe
Mistrzostwo Rosji:
- 2020[1][2]
- 2021